# Wojciech Kluj
Wojciech Kluj (ur. 31 maja 1966 w Gdyni) – polski ksiądz katolicki, członek Zgromadzenia Misjonarzy Oblatów Maryi Niepokalanej (OMI), teolog, doktor habilitowany nauk teologicznych, profesor nadzwyczajny Uniwersytetu Kardynała Stefana Wyszyńskiego w Warszawie, specjalista w zakresie misjologii.

## Życiorys
15 czerwca 1991 otrzymał święcenia kapłańskie w Zgromadzeniu Misjonarzy Oblatów Maryi Niepokalanej (OMI). W 1991 ukończył studia na Papieskim Wydziale Teologicznym w Poznaniu, a w 1996 na St. Paul University of Ottawa. W 1999 na podstawie rozprawy pt. Teologia misji w nauczaniu Jana Pawła II (1978-1998) uzyskał na Wydziale Teologicznym Uniwersytetu Kardynała Stefana Wyszyńskiego w Warszawie stopień naukowy doktora. Tam też na podstawie dorobku naukowego oraz rozprawy pt. Kształtowanie się podstawowych tekstów wiary w języku malgaskim uzyskał w 2013 stopień doktora habilitowanego nauk teologicznych w specjalności misjologia.
W latach 1991–1992 był wikariuszem parafii w Katowicach (Koszutka). Po studiach w Kanadzie (1992–1996) został wychowawcą kleryków w Wyższym Seminarium Duchownym w Obrze (1996–2000). W latach 2000–2001 pracował misyjnie na Madagaskarze. Od 2001–2005 był ponownie formatorem w Seminarium w Obrze. W 2005 podjął wykłady w zakresie misjologii na Wydziale Teologicznym w UKSW. Nominację na profesora nadzwyczajnego tego wydziału otrzymał w 2014. W 2017 został dyrektorem Instytutu Dialogu Kultur i Religii Wydziału Teologicznego UKSW.
W 1996 rozpoczął pracę jako wykładowca misjologii i religioznawstwa na Wydziale Teologicznym Uniwersytetu im. Adama Mickiewicza w Poznaniu (sekcja Wyższego Seminarium Duchownego w Obrze).
Został członkiem redakcji czasopisma „Misyjne Drogi” (1996). Od 2001 zasiada w Komitecie ds. Dialogu z Religiami Niechrześcijańskimi Konferencji Episkopatu Polski ds. Dialogu Międzyreligijnego. W 2007 został członkiem International Association of Catholic Missiologists, a w 2008 International Association for Mission Studies. W lipcu 2017 w Pattaya w Tajlandii został wybrany na 3-letnią kadencję przewodniczącym Międzynarodowego Stowarzyszenia Misjologów.